# لنس آرچر
لنس آرچر (انگلیسی: Lance Archer؛ زادهٔ ۲۸ فوریهٔ ۱۹۷۷) کشتی‌گیر کشتی حرفه‌ای، بازیگر، بازیکن فوتبال آمریکایی، و کشتی‌گیر اهل ایالات متحده آمریکا است.